# Gölkaya (Karataş)
Gölkaya (türkisch für Seefelsen) ist ein Ortsteil (Mahalle) im Landkreis Karataş der türkischen Provinz Adana mit 181 Einwohnern (Stand: Ende 2024). Im Jahr 2011 hatte der Ort 161 Einwohner.